# Теняєво
Теня́єво (рос. Теняєво, башк. Тәнәй) — село у складі Федоровського району Башкортостану, Росія. Входить до складу Теняєвської сільської ради.
Населення — 446 осіб (2010; 438 в 2002).
Національний склад:
- чуваші — 89%